# Thomas Gröbl (Fußballspieler, 1984)
Thomas Gröbl (* 17. August 1984) ist ein ehemaliger österreichischer Fußballspieler.

## Karriere
Gröbl begann seine Karriere beim PSV Salzburg, bei dem er bis 2004 spielte. 2004 wechselte er zu den Red Bull Juniors. 2006 wechselte er zum SV Grödig. Nach dem Aufstieg in die zweite Liga gab er am 28. Spieltag 2008/09 gegen den DSV Leoben. Es blieb sein einziges Profispiel. 2010 wechselte er zur USK Anif, bei dem er bis 2013 gespielt hatte, ehe er seine Karriere beendete.